# Bosnische Spurweite

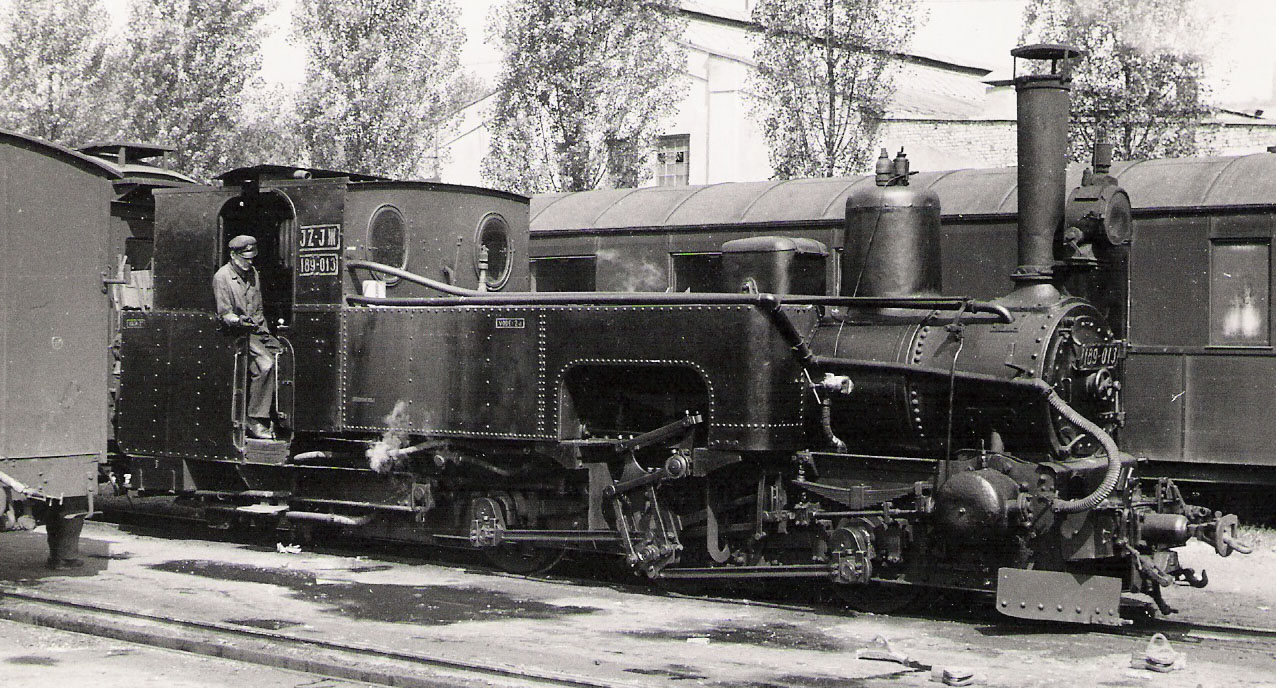
Lokomotiven mit Klose-Triebwerk, von den Eisenbahnern „Radialka“ genannt, waren in Jugoslawien weit verbreitet.

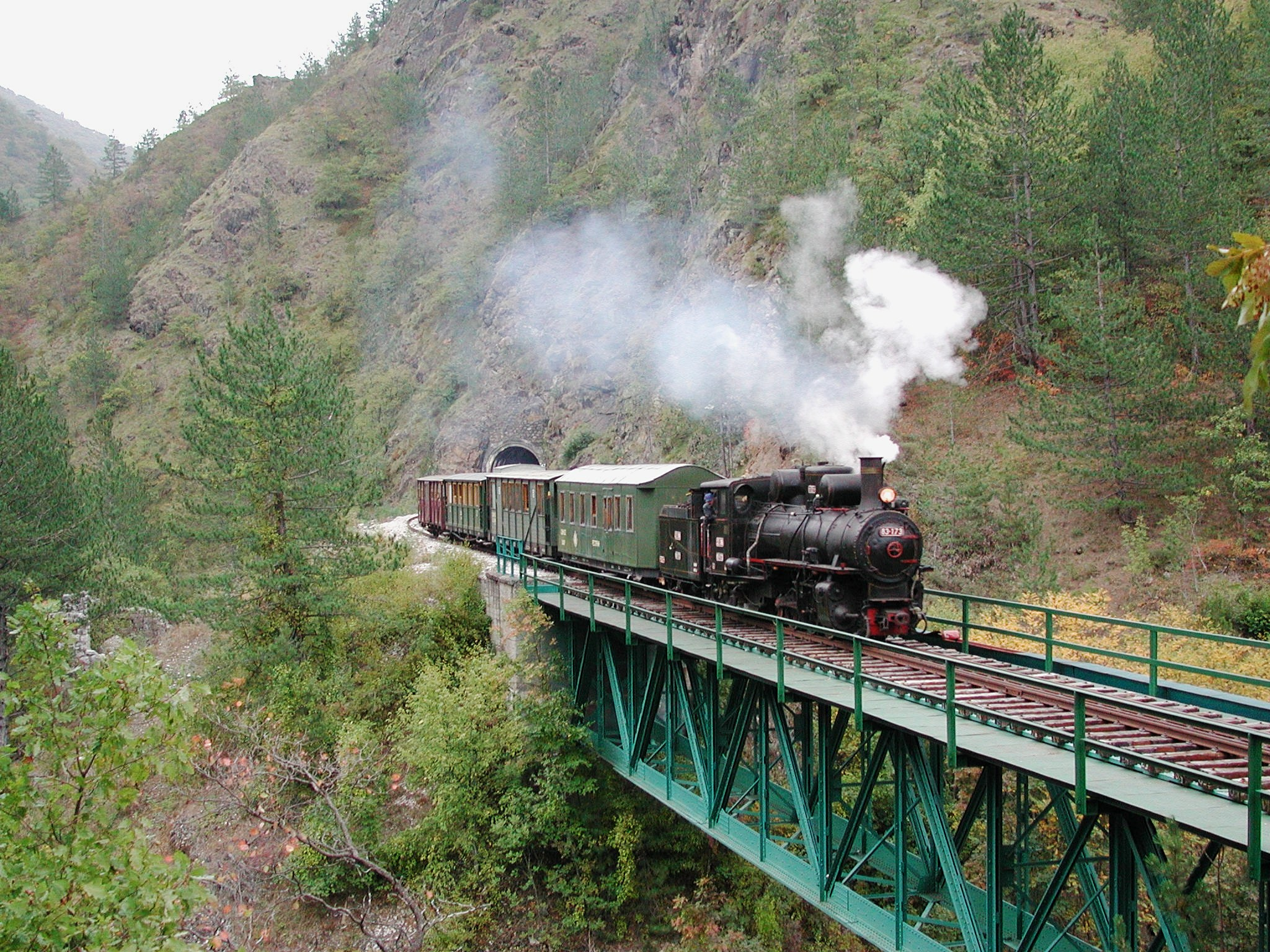
Zug auf der Touristenbahn Šarganska osmica

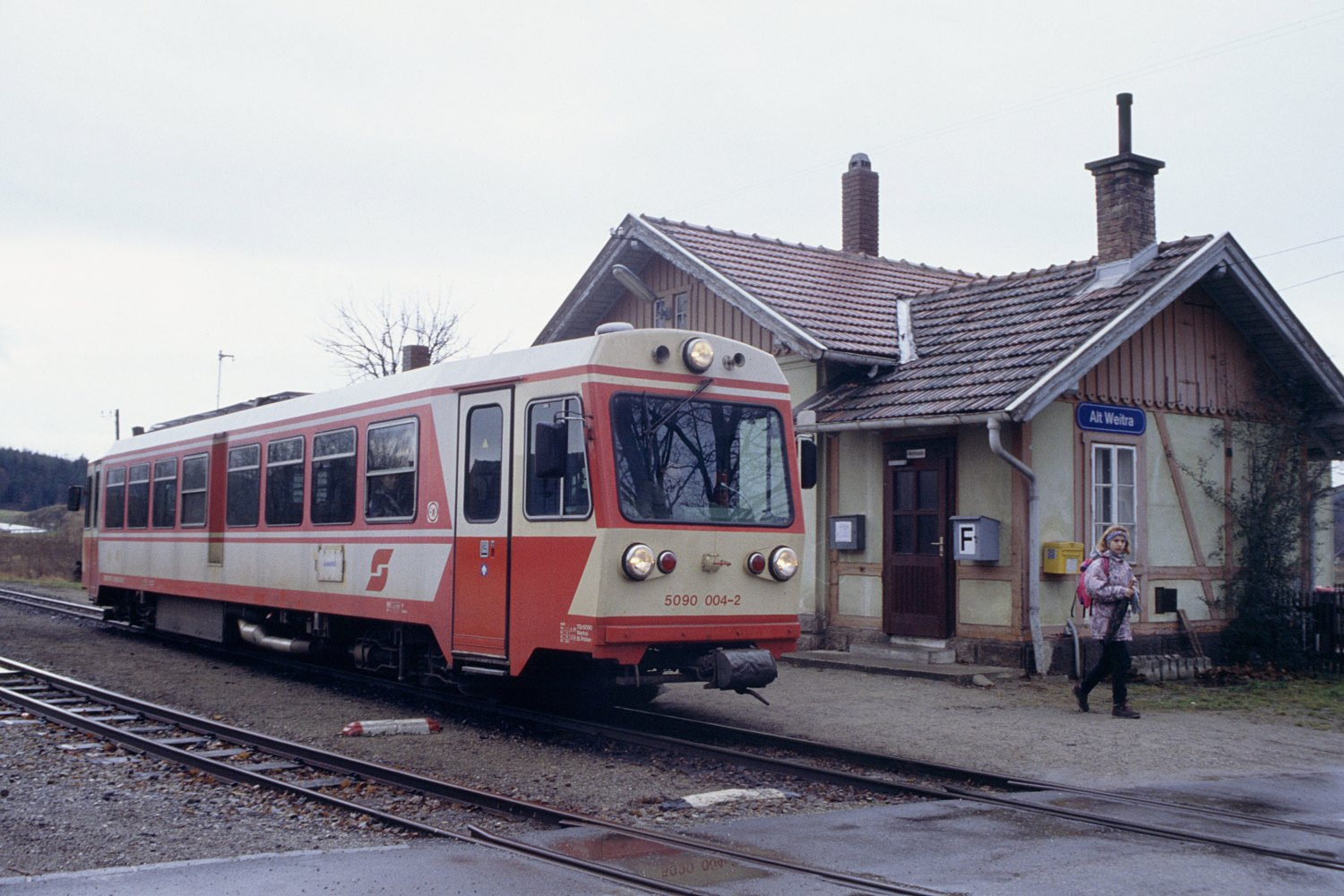
Triebwagen der Waldviertler Schmalspurbahnen in Alt Weitra (Niederösterreich)

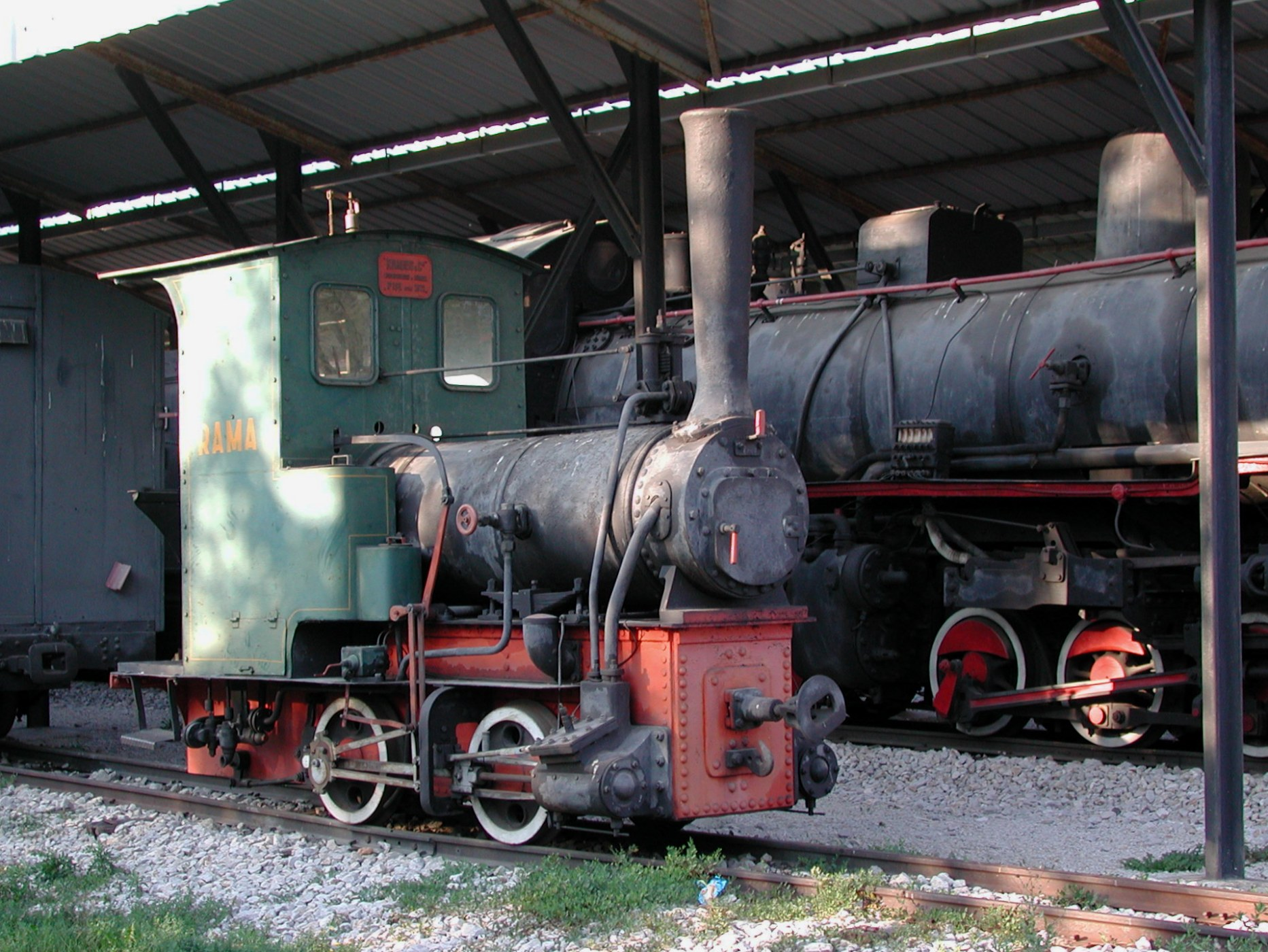
„Rama“, die älteste Schmalspurlokomotive Serbiens mit Spurweite 760 mm, im Museum von Požega.

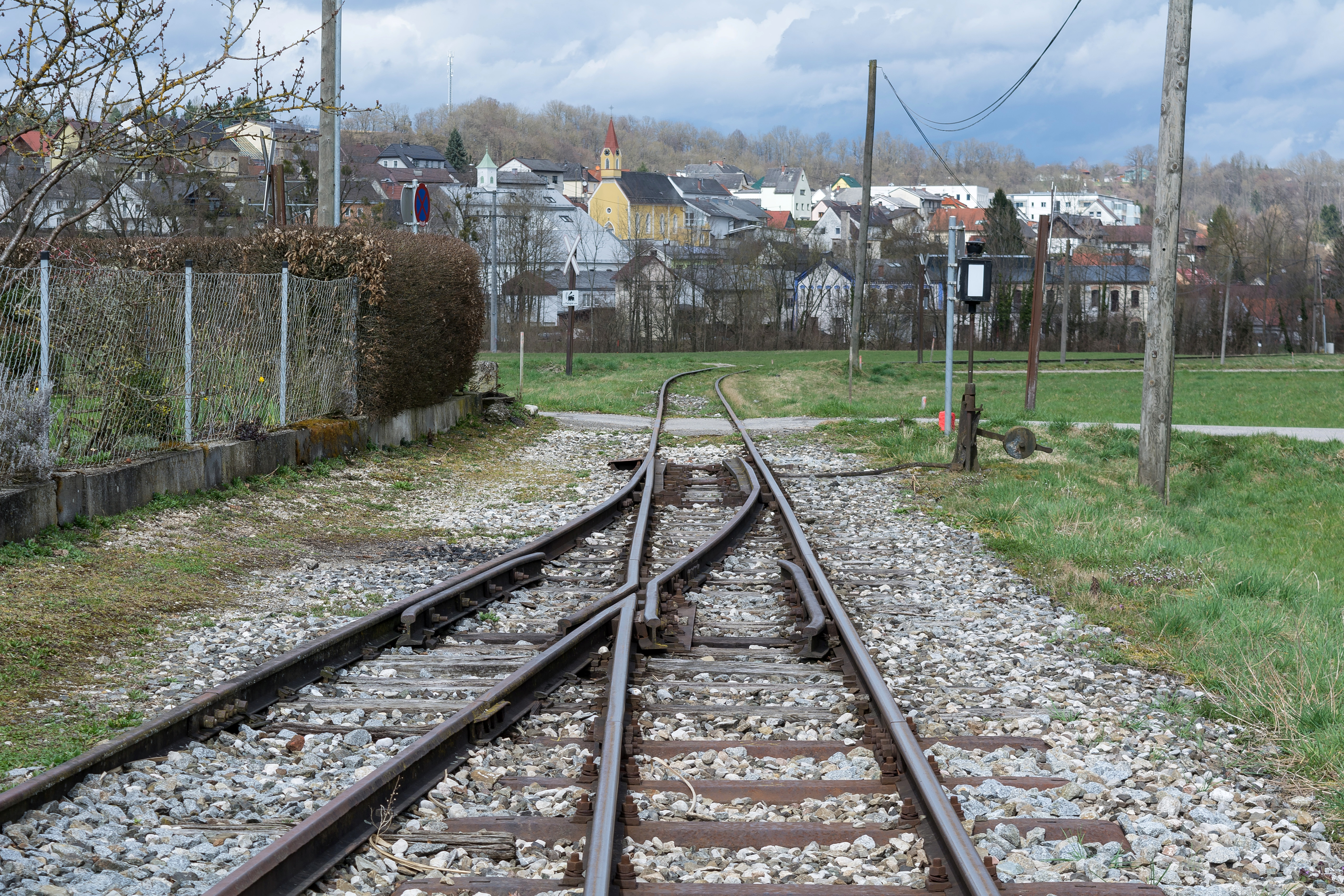
Die Steyrtalbahn wird von der ÖGEG als Museumsbahn betrieben

Die bosnische Spurweite – auch Bosnaspur – bezeichnet die Eisenbahn-Spurweite von 760 mm.
Ein umfangreicher Teil des Eisenbahnnetzes im ehemaligen Jugoslawien war unter österreich-ungarischer Verwaltung als Schmalspurbahnen mit 760 mm Spurweite errichtet worden. Die meisten Strecken in dieser Spurweite befanden sich in Bosnien und Herzegowina und entstanden in den letzten Jahrzehnten des 19. und den ersten Jahrzehnten des 20. Jahrhunderts. Nachfolgend fand sie in der gesamten Donaumonarchie Verbreitung.

## Geschichte
Die Keimzelle dieses umfangreichen Streckennetzes war eine als militärische Feldbahn errichtete Strecke von Bosnisch Brod nach Zenica der Bosnabahn. Diese wurde vom Bauunternehmen Hügel & Sager mit gebrauchtem Material, welches zuvor beim Bau der Bahnlinie von Timișoara nach Orșova an der Donau (heute Rumänien) zum Einsatz gekommen war, errichtet.
Die Bosnabahn, die schon bald nach Sarajevo verlängert wurde, stellte für damalige Verhältnisse das erste moderne Verkehrsmittel in der Region dar und wurde rasch an die Bedürfnisse eines zivilen öffentlichen Verkehrs angepasst und erweitert. Die wichtigsten Strecken dieser Region waren die Bosnische Ostbahn sowie die teilweise mit Zahnstangenabschnitten versehene Narentabahn von Sarajevo über Mostar zur Adriaküste.
Später war im Gebiet der gesamten Donaumonarchie bei der Errichtung von Schmalspurbahnen sehr häufig eine Spurweite von 760 mm vorgeschrieben. Im Kriegsfall sollten dadurch ausreichend passende Fahrzeuge für die k.u.k. Heeresfeldbahnen zur Verfügung stehen. So wurden zum Beispiel alle bedeutenden Schmalspurbahnen im heutigen Österreich in dieser Spurweite errichtet, wie etwa die Mariazellerbahn, Pinzgauer Lokalbahn, Salzkammergut-Lokalbahn, Zillertalbahn und die Ybbstalbahn. Die erste Schmalspurbahn im heutigen Österreich mit einer Spurweite von 760 mm war die 1889 in Betrieb genommene Steyrtalbahn. Die Bedeutung Österreich-Ungarns in der Balkanregion führte dazu, dass sich Nachbarländer der Verwendung der Bosnischen Spurweite anschlossen, wie etwa Bulgarien und Serbien.
Nach Gründung des jugoslawischen Staates wurde nach dem Ersten Weltkrieg die Bahnstrecke Užice–Vardište über das Šargan-Gebirge errichtet, womit ein zusammenhängendes Schmalspurnetz entstand, welches weite Teile Bosnien-Herzegowinas und Serbiens sowie Teile Montenegros und des dalmatinischen Küstenlandes erschloss. So fuhren durchgehende Schnellzüge von Belgrad über Sarajevo nach Dubrovnik auf schmaler Spur. Ergänzt wurde dieses Streckennetz durch eine Vielzahl von nicht öffentlichen Waldbahnen und Industriebahnen (z. B. Steinbeisbahn).
Die Schmalspurbahnen wurden nach dem Zweiten Weltkrieg nach und nach durch Normalspurbahnen (Spurweite 1435 mm) ersetzt oder wegen Unwirtschaftlichkeit eingestellt. Die letzten Linien für den Personenverkehr, darunter die Bosnische Ostbahn von Sarajevo nach Višegrad, waren auf bosnischer Spur bis zum 28. Mai 1978 in Betrieb. Ein Jahr später wurde schließlich als Letzte die Strecke von Bijeljina nach Bosanska Mezgraja am 26. Mai 1979 eingestellt. Einige wenige Streckenabschnitte in Serbien hatten aber noch bis 1982 fallweisen Güterverkehr (u. a. von Aranđelovac nach Lajkovac).
In Bosnien verkehrt die Kohlenbahn von Banovići auch 2024 noch täglich, dem Namen entsprechend dient sie aber nur der Kohlenabfuhr. Die Teilstrecke über das Šargan-Gebirge in Serbien wurde zwischen 1999 und 2003 als Touristenbahn wieder aufgebaut. Diese Šarganska osmica (Šargan-Acht) genannte Bahn von Mokra Gora nach Šargan Vitasi ist Bestandteil eines umfangreichen Tourismusprojektes für Westserbien und wurde bis zum Herbst 2010 weiter ins bosnische Višegrad verlängert.

## Aktuelle Nutzung
Bahnen in bosnischer Spurweite werden heute vor allem in Österreich, Ungarn, Tschechien und Bulgarien fahrplanmäßig betrieben. In der Slowakei existieren ebenfalls noch einige kurze Strecken für den Gelegenheitsverkehr. In Rumänien sind mit der Wassertalbahn noch über 50 Kilometer als Waldbahn in Betrieb, außerdem die Werksbahn Fieni–Pucheni sowie zahlreiche kurze Touristenbahnen. In Slowenien, Kroatien und Serbien existieren bis auf die erwähnte Museumsbahn und kurze Strecken in Industriebetrieben keine Strecken mehr in dieser Spurweite. In Italien wurden alle 760-mm-Strecken spätestens in den 1960er Jahren vollständig abgebaut. In Polen und der Ukraine (Borschawatalbahn) gelegene Strecken wurden entweder stillgelegt oder auf 750 mm umgebaut.
Die verbliebenen Strecken in Österreich wurden, sofern sie nicht lokalen Betreibergesellschaften gehörten, alle in den 2000er Jahren an die Länder übergeben und werden heute als moderne Lokalbahnen mit getakteten Fahrplänen betrieben. Die Bahnen waren im Fokus von Modernisierungsprogrammen seitens der Betreibergesellschaften; so sollte die Zillertalbahn bis 2022 auf Wasserstoffbetrieb und die Murtalbahn im Laufe der 2020er Jahre auf eine innovative elektrische Antriebsmethode umgestellt werden. Aus technischen und finanziellen Gründen kamen diese Pläne aber ab 2022 ins Stocken – im Zillertal stand Anfang 2024 immer noch der Entscheid über die zukünftige Energiequelle aus und im Murtal wurde eine umfassende Modernisierung der 40 Jahre alten Dieseltriebwagen beschlossen. Bei der Pinzgauer Lokalbahn ist auf mittlere Sicht eine Elektrifizierung geplant.
Die möglicherweise weltweit jüngste Schmalspurbahn in bosnischer Spurweite wurde nach der Jahrtausendwende unter Beteiligung österreichischer Unternehmen zur touristischen Erschließung der Al-Hoota-Höhle im Oman gebaut.

## Ähnliche Spurweite
Im aktuellen und ehemaligen britischen Kulturkreis gab und gibt es Strecken mit 30 Zoll (762 mm) Spurweite, wie etwa in Indien und Ozeanien. Trotz dieser geringen Differenz werden diese nicht zu den Bahnen bosnischer Spur gezählt. Die jeweiligen Verbreitungsgebiete überschneiden sich faktisch nicht, weil die bosnische Spur nahezu ausschließlich auf Mittel- und Südosteuropa beschränkt blieb.

## Trivia
- Für die weit verbreitete Ansicht, Negrelli habe für den Bau des Suezkanals Gleise auf den (schmalen) Pfaden aus der Pharaonenzeit verlegen lassen, die nur eine Spurweite von ca. 760 mm (30 Zoll) erlaubte und daher in der österr. Eisenbahnsprache Pharaonenspur genannt wurde, existieren keine Belege.[3]
- Die „Österreichische Geographische Gesellschaft“ bezeichnete 1916 die Spurweiten von 760, 761 (keine Strecke mit dieser Spurweite bekannt) und 762 mm allesamt unpassend als bosnische Spurweite.[4]
- Im ehemaligen Jugoslawien wurden und werden die Schmalspurbahnen umgangssprachlich „Ćiro“ genannt, ähnlich dem rumänischen „Mocăniță“.

## Film
- Schmalspurdampf in Bosniens Gebirge, Rio Grande Classic Video Nr. 2013, VGB VerlagsGruppeBahn, Fürstenfeldbruck 2012, ISBN 978-3-89580-782-4